# المدرسة البونعمانية
المدرسة البونعمانية (أو مدرسة بونعمان) تقع بقيبلة أيت براييم جنوب مدينة تيزنيت وتبعد عنها بحواليْ عشرين كيلومترا، يؤدي إليها طريق معبّدٌ من تيزْنِيتَ، وهي مقر جماعة بونعمانَ بموضع يسمّى أݣْرُورْ في وسط قرية بونعمان، شرقَ 'سوق الجمعة' بسفح جبل (إِنْتْرْ)، وهي مشهورة بالعلمِ والصلاح ، عامرة بطلّاب العلم،

## تاريخ المدرسة
تُعدّ - حسب محمد المختار السوسي- من بقايا زوايا بني نعمان أهلِ (يعزى ويهدى) البكريين،  يقول المختار السوسي: (وكانت زاويتهم هناك لها شُهرة بين القرن السابع والثامن، حتى بلغ صيتُها مسامع مؤرخ ذلك العصر عبد الرحمن بن خلدون، فجرى ذكرها في موضع من تاريخه (العبر) ⟨تاريخ ابن خلدون⟩  وسماها (زوايا بني نعمان)، ثم لم نعلم ما صنع الدهر بتلك الزوايا بعد ذلك ولم نجد ما يدل عليها إلا قِباباً مُشيّدةً لكثيرين من رجالاتها مجهولين عندنا لم يبقَ إلا أسماؤهم ببقاء قبابهم الكثيرة هناك، ولعل ما وجده القرن الماضي من صُبابة من الاهتمام بالعلم والقراءات انحدر من تلك الزوايا وإن أغفل ذكرَها التاريخُ)،

## شهرة المدرسة بعلم القراآت
كانت شُهرة المدرسة البونعمانية قبل أواخر القرن الثالث عشر (19 م) قائمةً على القراءاتِ، وقد تعاقبَ على التدريس بها جلة من العلماء، منهم: أحمد أوجمل الأمزالي، وأحمد أضرضور (الأصمّ) الأݣْراري، وبعدهما: مبارك إيحيصر المعدري، ومحمد بن حسين الأݣلويي الجد لأيْتْ حسَيْن، ومحمد الماسي ثمّ التاكْنستيّ، هؤلاء الأساتذة يتفاوتون في درجات اهتمامهم بالتدريس، فكان بعضهم يهتمّ بالقراءات، كما كان بعض المُقرئين يشارط فيها أحيانا، وكانت المدرسة بهم بين مدّ وجَزرٍ ولم تقم شهرتها إلا بعد أن قيض الله لها الشيخ سيدي مسعودا البونعماني وأولاده وأحفاده من بعده،

## الشيخ مسعود وتدريس العلوم الشرعية
التحق الشيخ مسعود  بالمدرسة البونعمانية في مُفتَتَح رجب من عام 1278 هـ، وحمل فيها راية العلم فقسم المتون كلها إلى دروس، وعيّنَ لكل متنٍ القدرَ الذي تجب دراستُه من فنون النحو والفقه والبيان والأصول والفرائض والحساب والتصريف وعلم المصطلح والحديث والتفسير، ووزّعها على أيام الأسبوع الخمسة من صبيحة يوم السبت إلى عشية يوم الأربعاء، بعد صلاة العصر، فوضع للدراسة نظاما قارّا لا يخالفه رغمَ اشتغاله بأموره الشخصية الأخرى غير التدريس، وهذه الأشغال يباشرها ابتداءً من بعد صلاة عصر  يومِ الأربعاء إلى صبيحة يوم السبتِ، فلا تكاد شمس السبت تشرق حتى يستويَ على منصة التدريس، 
ونتيجة لهذا التنظيم المحكم في أمور الدراسة وسمعة الشيخ مسعود الطيبة، تقاطر الطلّاب على المدرسة البونعمانية، وقد أغرتهم بونعمان -إضافة إلى سمعة الشيخ الأستاذ العلمية- بحسن موقعها وطِيب هوائها، فقد كانت للمدرسة أملاكٌ وأشجار ومياهٌ بساقية بونعمان، تعتبر مَورداً لإعالة الطلاب المنقطعين بها ويقوم الأستاذ والطلبةُ أنفسُهم بإدارتها، (وقد تولتها الآنَ وزارة الأوقاف والشئون الإسلامية، في حين تُموَّلُ المدرسة من أعشار أهل القرية والأجرة السنوية للأستاذ)، ونتيجة لهذه العوامل أقبل عليها الطلبة السوسيون والصحراويون على حد سواء.
ولما كثر الإقبال عليها اهتمّ الشيخ مسعودٌ بتوسيعها والزيادة في عدد غُرفها لتستوعب الأعداد المتزايدة من الطلاب حتى بلغت أضعاف ما كانت عليه يومَ حلّ بها، وبلغ عدد الطلبة في أيامه قرابة مائتين لم تستوعبهم أبنية المدرسة رغم توسّعها المستمرّ، وبذلك غدت المدرسة البونعمانية أكبر كل مدارس سوس اتساعا وكثرةَ بيوت وأحفلها أحباساً، وأصبحت بعد مفتتح القرن الرابع عشر أواخر (19م) لا يماثلها إلا المدرسة الأدوزية ب(أدوز) تحت رعاية الأستاذ العربي الأدوزي.
مكث مسعود المعدري بهذه المدرسة ثلاثين سنة بدون انقطاع (1278-هـ، إلى 1309-هـ، ق: 1861-م إلى 1891-م)، ثم غادرها إلى مدرسة سيدي أمزال أُوهارون التي كان بها قبل أن يلتحق بالبونعمانية.

## الشيخ محمد بن مسعود خلفاً لوالده في التدريس
تولّى الشيخ محمد بن مسعود التدريس بالمدرسة البونعمانية بعد أن غادرها والدُه عامَ 1309 هـ بأمر منه، وعمرُه سبع وعشرون سنةً،

## الأستاذ أحمد بن مسعود والتحاقه بالمدرسة
التحق أخو السابق أحمدُ بن مسعود بالمدرسة البونعمانية بعد وفاة سلَفه محمد بأربعة أشهرٍ، فسار على منواله، وبقي على ذلك من سنة (1330-هـ/ 1911-م) إلى سنة (1352-هـ/ 1933-م)، وهو على هذا النحو من الجدّية والمثابرة في التدريس، وتخرّج على يده كثير من الطلبة، وبعد هذا التاريخ انزوى عن الناس ولوحظ في نشاطه فتورٌ إلى أن تُوُفّي سنة (1363-هـ/ 1943-م)، فعرفت المدرسة تعثّراً، وبدأ إشعاعها ينطفئ شيئا فشيئاً، كان آخر من تولى التدريسَ بها من أسرة آل مسعود: أحمد بن محمد بن أحمد بن مسعود، الذي تخلّى عن المدرسة بعد سنة 1379-هـ/ 1959-م، وانقطعت بها الدراسة العِلميّة، إلى أن قيض الله لها شيخا فتولى التدريس بها.

## الشيخ سعيد توفيق المجاطي يُحيي مجد المدرسة
التحق الشيخ الحاج سعيد توفيق المجاطي التجاجتي بالمدرسة عام 1393هـ/ 1973-م، فأحيا مجدها العلميَّ وعمرها بالطلبة من جديدٍ، وما زالت تؤدّي دورها العلمي والثقافي حتى الآن. وقد درّس فيها لمختلف الطلاب الوافدين على المدرسة مجموعة من المتون المتداوَلة في القطر السوسي والتي تخص علوم العربية من نحو وصرف وبلاغة وأدب وعروض ومنطق، وعلم الفقه على المذهب المالكي وأصوله وعلم الفرائض والرياضيات والتفسير والحديث وعلم السلوك والعقيدة، ومن عادته تدريس صحيحي البخاري ومسلم في الرمضانات، وقد تخرج على يديه طلبة كثيرون، غالبهم التحقوا بالمشارطة في المدارس العتيقة والمساجد والجوامع،